# مارلون شيرلي
مارلون شيرلي (بالإنجليزية: Marlon Shirley) هو منافس ألعاب قوى أمريكي، ولد في 21 أبريل 1978.

## روابط خارجية
- مارلون شيرلي على موقع Paralympic.org (الإنجليزية)
- مارلون شيرلي على موقع اللجنة الأولمبية والبارالمبية الأمريكية (الإنجليزية)